# Groeperkade
De Groeperkade is een keerkade of dwarsdijk en is onderdeel van de Grebbelinie. De keerkade werd in 1795 aangelegd, maar dit bleek niet afdoende en werd in 1799 verlengd. De Groeperkade is een rijksmonument en is nog grotendeels intact.

## Geschiedenis

### Aanleg
In 1745 begon de aanleg van de Grebbelinie, maar de noodzaak van de Groeperkade werd niet direct ingezien. Pas bij de eerste inundatie van de Grebbelinie in 1794-1795 werd duidelijk dat het water wegstroomde naar lager gelegen gebied waardoor de inundatie deels mislukte. Een keerkade bij De Groep was noodzakelijk.
Het eerste deel van de kade werd gerealiseerd in 1795, het kwam op de kaarten te staan als "De Nieuwe Kade". De keerkade begon in het zuiden bij het Valleikanaal en loopt in een bijna rechte lijn naar het noordnoordoosten. Deze bleek te kort, het water bleef eromheen stromen en in 1799 werd de kade verlengd tot aan de Slaperdijk. Waar die twee bij elkaar kwamen werd het Werk aan de Daatselaar aangelegd. De Groeperkade vormde de grens tussen de 2e of Groepse kom en de 3e of Lambalgerkeerkom.
Aan de Groeperkade liggen twee verdedigingswerken van de Grebbelinie, ongeveer in het midden ligt het Werk aan de Engelaar en in het uiterste noordoosten, bij de Slaperdijk, het Werk aan de Daatselaar.

### Tweede Wereldoorlog
In mei 1940 werd hard gevochten op en om de Groeperkade, vooral bij het Werk aan de Engelaar. De Nederlandse soldaten, onder bevel van kapitein Moquette, wisten de vijand op afstand te houden tot de munitie op begon te raken. Op 14 november 1944 zijn vijf verzetsmensen op de kade  gefusilleerd en een wit kruis staat hier ter nagedachtenis.
Na de oorlog is een deel van de Groeperkade afgegraven als gevolg van de ruilverkaveling. Het ruilverkavelingsplan Heiligenbergerbeek werd al vanaf halverwege de jaren vijftig voorbereid en werd in 1969 vastgesteld. Een onderdeel van het plan was de afgraving van de kade tussen de knik bij het Wittenoordse Bos tot de Barneveldse straat in Renswoude. De afgegraven kade werd landbouwgrond. 
Een klein deel van de Groeperkade bij de Barneveldse straat bleef buiten de ruilverkaveling. Hier was in de jaren’50 een luchtwachttoren gebouwd. Voor de camouflage liet men deze toren zo ver als mogelijk opgaan in de begroeiing van de Groeperkade. De toren werd omstreeks 1968 weer afgebroken.

## Huidige situatie
De kade is nog altijd aanwezig en vooral geschikt voor voetgangers. Het valt onder Staatsbosbeheer. Bij het Werk aan de Engelaar is een loopbrug over de Lunterse Beek. Ongeveer 700 meter van de kade ligt in Amerongen en 4000 meter in Renswoude. Het afgegraven gedeelte van de kade werd in 2006 hersteld bij de realisering van het Landgoed Wittenoord. Bij dit project is 25 hectare landbouwgrond als natuur heringericht en is de kade over 650 meter hersteld. Het beheer van de natuur is uitbesteed aan Landschap Erfgoed Utrecht.